# Fallersleben (Wolfsburg)
Fallersleben is, samen met het aangrenzende dorp Sülfeld, het meest westelijke stadsdeel van Wolfsburg, Duitsland met 11.697 inwoners (1 november 2005). Voor de gemeentelijke herindeling van 1972 in Duitsland, waar Fallersleben aan Wolfsburg werd toegewezen, was Fallersleben een zelfstandige stad met stadsrechten, die in 1929 werden verleend.
De stad is voor het eerst in de geschiedenis te vinden in het jaar 942 onder de naam Valareslebo. Voor de herindeling van 1972 behoorde Fallersleben tot het district Gifhorn. In 1939 telde Fallersleben zo'n 2.600 inwoners.
Fallersleben is bekend als de geboortestad van de Duitse dichter August Heinrich Hoffmann von Fallersleben, die het Duitse volkslied dichtte.

## Geboren
- Hanns Kerrl, (rijksminister en SA-Obergruppenführer)

- Gemeinsame Normdatei: 4092035-5
- Virtual International Authority File: 247657356
- WorldCat: E39PBJfcPmKF3YFq8HGYMPBMfq